# João Barbosa (político de Minas Gerais)
João Barbosa foi um político brasileiro do estado de Minas Gerais.
João Barbosa foi deputado estadual de Minas Gerais durante a 10ª legislatura (1983 - 1986), como suplente de alguns deputados afastados.  Apresenta irregularidades em sua aposentadoria